# Janis Vanags
Jānis Vanags (* 25. května 1958 Liepāja) je lotyšským luterským knězem, biskupem, teologem a Rižským arcibiskupem.

## Biografie
Narodil se v učitelské rodině a sám se stal učitelem chemie. Původně vyrůstal jako přesvědčený komunista, ale ve věku 23 prožil obrácení a konvertoval ke křesťanství. V důsledku svého obrácení nemohl nadále vykonávat své povolání učitele. Vystudoval podzemní teologický seminář a roku 1985 byl vysvěcen na kněze. V roce 1993 byl synodem Lotyšské církve zvolen arcibiskupem v Rige. Na biskupa byl vysvěcen tehož roku uppsalským arcibiskupem Henrikem Svenungssonem. Úřad arcibiskupa dosud zastává; měl by ho opustit v létě 2025.
Vanags je znám doma i v zahraničí jako konzervativní teolog a odpůrce ordinace žen na kněze.
Je ženatý, s manželkou Baibou Vanagou měli tři děti – syny Kristse (1980–2007) a Gatise a dceru Elizabete.
Je nositelem Řádu tří hvězd II. třídy a Řádu kříže země Panny Marie III. třídy. Concordia Theological Seminary ve Fort Wayne mu udělil čestný doktorát.
V květnu 2010 navštívil na pozvání Slezské církve evang. a. v. Českou republiku.